# Луч (Сисертський міський округ)
Луч (рос. Луч) — селище у складі Сисертського міського округу Свердловської області.
Населення — 140 осіб (2010, 171 у 2002).
Національний склад населення станом на 2002 рік: росіяни — 84 %.